# چاه غافل
چاه غافل، روستایی در دهستان چاه ریگان بخش چاه مرید شهرستان کهنوج در استان کرمان ایران است.

## جمعیت
بر پایه سرشماری عمومی نفوس و مسکن در سال ۱۳۹۵، جمعیت این روستا برابر با ۲۳۵ نفر (۷۰ خانوار) بوده‌است.